# Filip Ozobić
Filip Ozobić (ur. 8 kwietnia 1991 w Bjelovarze) – chorwacko-azerski piłkarz grający na pozycji ofensywnego pomocnika. Od 2018 jest zawodnikiem klubu Qarabağ FK.

## Kariera klubowa
Swoją karierę piłkarską Ozobić rozpoczynał w juniorach takich klubów jak: Mladost Ždralovi (2004-2006), Dinamo Zagrzeb (2006-2008), NK Zadar (2008-2009) i Spartak Moskwa (2009-2010). W 2010 roku stał się członkiem pierwszego zespołu Spartaka i 28 listopada 2010 zadebiutował w jego barwach w Priemjer-Lidze w zremisowanym 1:1 wyjazdowym meczu z Dinamem Moskwa, gdy w 89. minucie zmienił Nikolę Drinčicia. W sezonie 2011/2012 wywalczył ze Spartakiem wicemistrzostwo Rosji.
W trakcie sezonu 2011/2012 Ozobić odszedł na wypożyczenie do Hajduka Split, na którym spędził półtora roku. Swój debiut w Hajduku zanotował 21 marca 2012 w zwycięskim 3:0 wyjazdowym meczu z HNK Rijeka. W sezonie 2011/2012 został z Hajdukiem wicemistrzem Chorwacji.
W sierpniu 2013 Ozobić został piłkarzem NK Slaven Belupo. Swój debiut w tym klubie zaliczył 20 października 2013 w wygranym 2:0 domowym meczu z NK Osijek. W Slaven Belupo grał do końca sezonu 2015/2016.
Latem 2016 roku Ozobić został zawodnikiem azerskiego klubu Qəbələ FK. Zadebiutował w nim 8 sierpnia 2016 w wygranym 2:0 domowym spotkaniu z Kəpəzem Gəncə. W sezonach 2016/2017 i 2017/2018 wywalczył z nim dwa wicemistrzostwa Azerbejdżanu. W sezonie 2016/2017 z 11 golami został współkrólem strzelców ligi wraz z Raufem Əliyevem.
Latem 2018 roku Ozobić przeszedł do Qarabağu FK. Swój debiut w nim zanotował 25 września 2018 w zwycięskim 3:2 domowym spotkaniu z Zirə Baku i w debiucie strzelił gola. W sezonach 2018/2019 i 2019/2020 wywalczył z Qarabağem dwa tytuły mistrza Azerbejdżanu, a w sezonie 2020/2021 został z nim wicemistrzem kraju.
| Sezon   | Klub             | Kraj        | Rozgrywki      | Mecze | Gole |
| ------- | ---------------- | ----------- | -------------- | ----- | ---- |
| 2010    | Spartak Moskwa   | Rosja       | Priemjer-Liga  | 1     | 0    |
| 2011/12 | Spartak Moskwa   | Rosja       | Priemjer-Liga  | 1     | 0    |
| 2011/12 | Hajduk Split     | Chorwacja   | Prva HNL       | 10    | 0    |
| 2012/13 | Hajduk Split     | Chorwacja   | Prva HNL       | 6     | 0    |
| 2013/14 | NK Slaven Belupo | Chorwacja   | Prva HNL       | 14    | 2    |
| 2014/15 | NK Slaven Belupo | Chorwacja   | Prva HNL       | 26    | 3    |
| 2015/16 | NK Slaven Belupo | Chorwacja   | Prva HNL       | 31    | 4    |
| 2016/17 | Qəbələ FK        | Azerbejdżan | Premyer Liqası | 27    | 11   |
| 2017/18 | Qəbələ FK        | Azerbejdżan | Premyer Liqası | 19    | 5    |
| 2018/19 | Qarabağ FK       | Azerbejdżan | Premyer Liqası | 27    | 9    |
| 2019/20 | Qarabağ FK       | Azerbejdżan | Premyer Liqası | 5     | 1    |
| 2020/21 | Qarabağ FK       | Azerbejdżan | Premyer Liqası | 20    | 11   |

## Kariera reprezentacyjna
Ozobić grał w młodzieżowych reprezentacjach Chorwacji na szczeblach U-16, U-17, U-18, U-19, U-20 i U-21. W reprezentacji Chorwacji 11 stycznia 2017 w zremisowanym 1:1 towarzyskim meczu z Chile, rozegranym w Nanning. Trzy dni później, 14 stycznia 2017, rozegrał swój drugi i ostatni mecz w kadrze Chorwacji, towarzyski, zremisowany 1:1 z Chinami.
W 2021 roku Ozobić przyjął obywatelstwo Azerbejdżanu, a 14 lutego 2021 FIFA zezwoliła mu na grę w reprezentacji Azerbejdżanu. W niej zadebiutował 1 września 2021 w przegranym 1:2 meczu eliminacji do MŚ 2022 z Luksemburgiem, rozegranym w Luksemburgu.